# Novak Tomić
Novak Tomić (Beograd, 7. siječnja 1936. – Los Angeles, 23. srpnja 2003.), bivši je nogometaš Hajduka, Crvene zvezde i jugoslavenski reprezentativac. Igrao je na položaju centarhalfa.  

## Klupska karijera

### Crvena zvezda Beograd
S Crvenom zvezdom osvojio je pet naslova prvaka Jugoslavije (1956., 1957., 1959., 1960. i 1964.) i tri puta Kup Jugoslavije (1958., 1959. i 1964.).

### Hajduk Split
1964. godine prešao je u splitski Hajduk, u kom je ostao do 1967. i bio standardni član prve postave. 
Statistika u Hajduku
| Natjecanje        | Nastupi | Zgoditci |
| ----------------- | ------- | -------- |
| Prvenstvo         | 53      | 1        |
| Kup               | 6       | 1        |
| Superkup          | 0       | 0        |
| Međunarodne       | 0       | 0        |
| Splitski podsavez | 0       | 0        |
| Ukupno            | 59      | 2        |
| Prijateljske      | 49      | 3        |
| Sveukupno         | 108     | 5        |

### SAD i Francuska
Nakon Hajduka otišao je u Sjedinjene Američke Države, a potom je igrao za pariški Racing (1969. – 1970.).

## Reprezentativna karijera
Za reprezentaciju Jugoslavije odigrao je 5 utakmica u razdoblju od 1958. do 1963. godine. Sudjelovao je na Svjetskom prvenstvu u Švedskoj 1958. godine, na kojemu je odigrao dvije utakmice, protiv Francuske (3:2) i protiv Paragvaja (3:3). 

## Vanjske poveznice
- (srp.) Profil na reprezentacija.rs  Arhivirana inačica izvorne stranice od 24. lipnja 2016. (Wayback Machine)